# 江仁屋離島

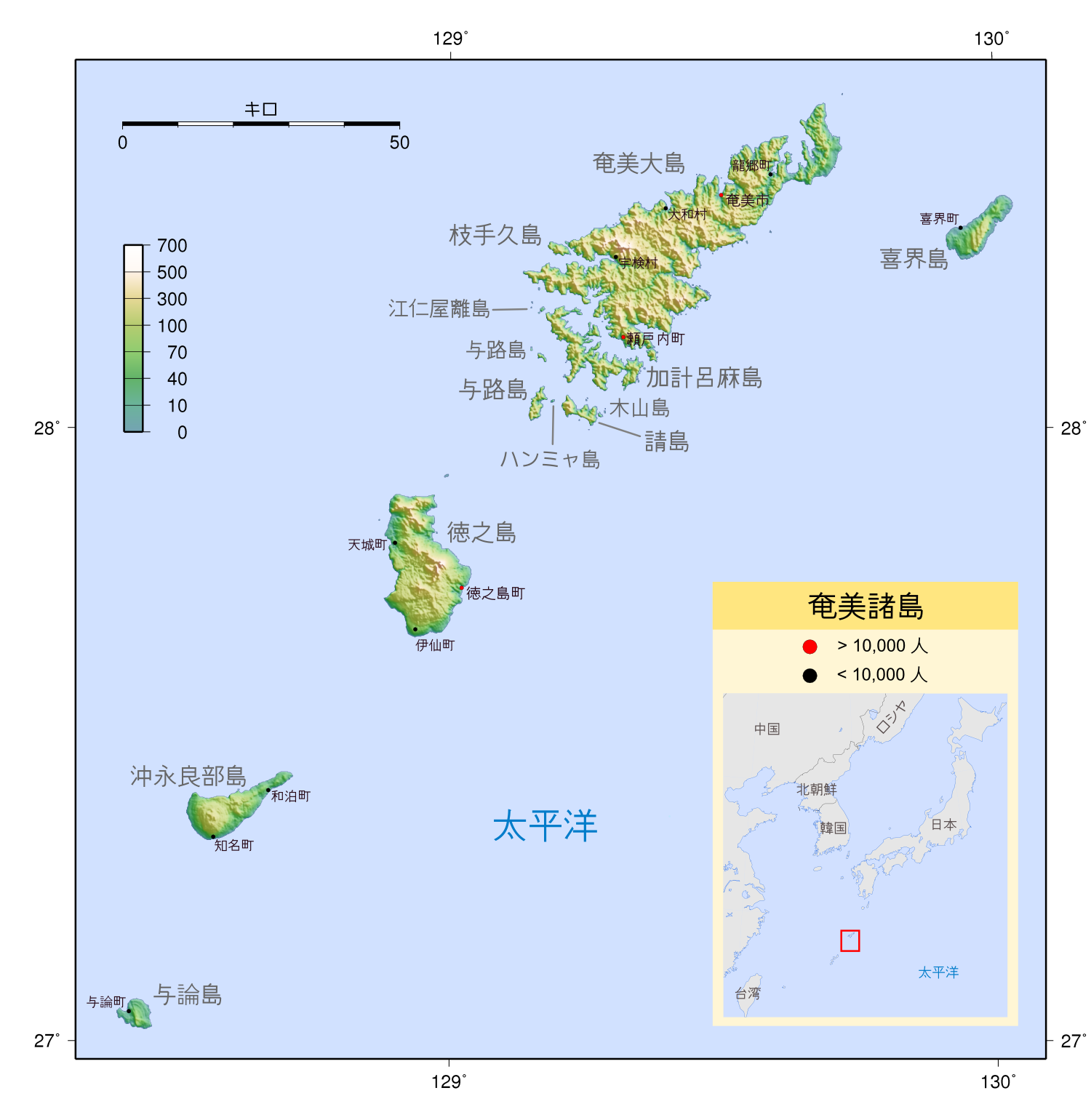
江仁屋離島在奄美群島的位置

江仁屋離島是奄美群島中的一個無人島嶼，位於奄美大島西南側，面積0.31平方公里，全島屬於奄美群島國定公園的範圍。行政區屬於鹿兒島縣瀨戶內町。
森永乳業、森永製菓等許多機關常在島上舉辦無人島體驗活動。